# Stridon
Stridon, antičko naselje u kojem je, prema njegovu vlastitom zapisu, rođen sv. Jeronim Stridonski.
Sv. Jeronim u svojem je djelu De viris illustribus sive cathalogus de scriptoribus ecclesiasticis 392. godine napisao da je rođen od oca Euzebija u gradu Stridonu, koji su razorili Goti, gdje graniče Dalmacija i Panonija (Hieronymus patre Eusebio natus oppido Stridonis, quod a Gothis eversum, Dalamtiae quondam et Pannoniae confinium fuit).
Papa Nikola V. objavio je 10. studenoga 1447. bulu Gloriosus Deus in sanctis suis ("Bog slavan u svecima svojim") za rodno mjesto sv. Jeronima u Štrigovi u Međimurju, što je tada bila Zagrebačka biskupija, a danas je Varaždinska biskupija. Tiskani prijepis te bule objavio je 1718. isusovac Mihael Bombardi, a 1752. pavlin Josip Bedeković. Tom je bulom crkva u Štrigovi posvećena sv. Jeronimu postala hodočasničko mjesto te je Štrigova od Katoličke crkve službeno priznato mjesto Jeronimova rođenja.
Štrigovi kao rodnomu mjestu sv. Jeronima posvetio je Josip Bedeković obimno djelo Natale solum magni Ecclesiae doctoris sancti Hieronymi ("Rodna gruda crkvenoga naučitelja sv. Jeronima"), na latinskom jeziku, objavljeno 1752. godine, temeljeno na buli Nikole V. i drugim povijesnim spisima. Godine 2017. objavljen je potpuni prijevod na hrvatski jezik.
Kasnije su se pojavile mnoge i raznolike kalkulacije o drugim mogućim lokalitetima Stridona na području Hrvatske, Slovenije te Bosne i Hercegovine, potaknute važnošću sv. Jeronima za Crkvu i željom da se pojedinomu lokalitetu pribavi ugled njegova rodnoga mjesta.

## Vanjske poveznice
- Pavlin Josip Bedeković dokazao da je sveti Jeronim rođen u Štrigovi
- Današnja Štrigova je u rimsko doba nosila ime Stridon